# Запахомовский (Рыбинск)
«Запахомовский» — микрорайон в городе Рыбинске Ярославской области.

## Расположение
Микрорайон расположен южнее городского центра, Скомороховой горы и станции Рыбинск-Пассажирский. На севере отделяется от станции рекой Дресвянка. С южной и восточной стороны микрорайон ограничен рекой Коровка, с западной — окружной дорогой.

## История

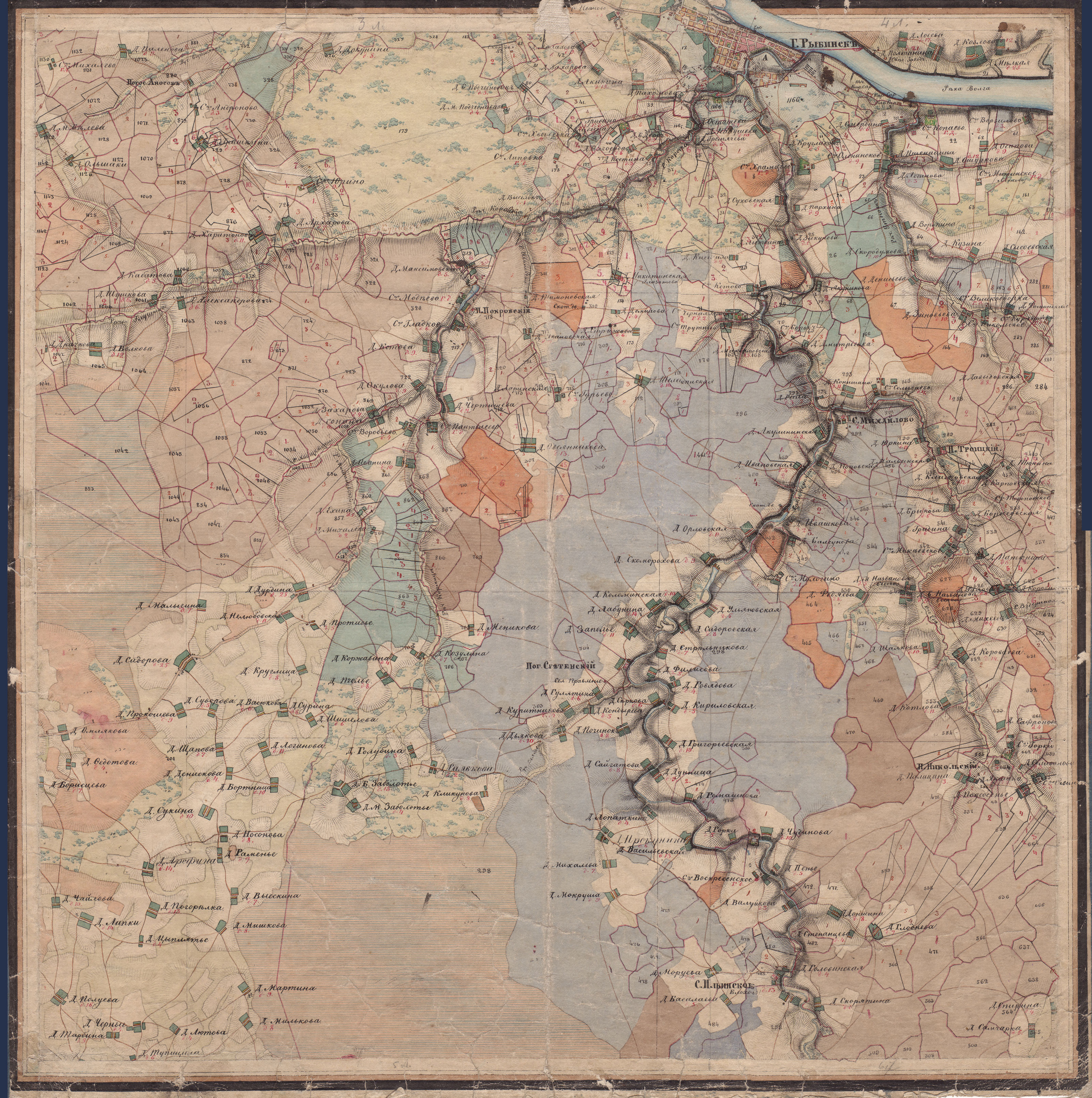
Рыбинск и его южные окрестности, из «Атласа Ярославской губернии» 1858 года

На месте Запахомовского района проходила дорога из Рыбинска в Углич, позже ставшая улицей Труда. Возле впадения реки Дресвянки в Коровку располагалась деревня Пахомова. По ней и получил название Запахомовский район, который располагается дальше от центра Рыбинска, чем деревня («за Пахомовым»).
К началу 20 века рядом с деревней выросла Пахомовская слобода из индивидуальных домов. После 1917 года район продолжал развиваться как массив частной застройки.

## Застройка
Планировка Запахомовского района отличается от большинства других рыбинских массивов частного сектора. Южнее улицы Труда вместо прямоугольной сетки улиц микрорайон имеет нерегулярную «деревенскую» планировку. Севернее улицы Труда располагаются параллельные улицы с двумя рядами домов. Эти улицы перпендикулярны улице Труда.
В «Запахомовском» нет многоквартирных домов. Застройка представлена деревянными рублеными домами, а также небольшим количеством кирпичных и шлакобетонных домов советской постройки. В последнее время происходит обновление жилого фонда: снос старых домов и постройка на их месте коттеджей из кирпича и современных материалов.
В микрорайоне проложен водопровод, газоснабжение.

## Инфраструктура
В микрорайоне располагалась школа № 39, сейчас не существует.
В северо-восточной части находится завод дорожных машин «РАСКАТ», в южной и юго-западной части микрорайона расположены промышленные предприятия города: мясокомбинат, хладокомбинат, Рыбинский кожевенный завод. Здесь же раньше располагался крупный строительный рынок "Еврострой,, ныне не существует, на месте его находится гипермаркет " Доброцен".  

## Религия
В северо-восточной части «Запахомовского» находится Георгиевское кладбище и две церкви: церковь Вознесения Господня и церковь Георгия Победоносца.

## Транспорт
Основной улицей микрорайона является улица Труда, проходящая с северо-востока на юго-запад. На западе улица пересекает рыбинскую окружную дорогу и далее переходит в трассу Р104. На востоке улица соединяется кольцевым перекрестком с улицами Софийская и Железнодорожная. По Железнодорожной улице и путепроводу под железной дорогой осуществляется связь с городским центром.
По улице Труда проходят автобусные маршруты № 7, 107 и 116.
Большинство улиц микрорайона не имеют асфальтового покрытия.

## Достопримечательности
В северо-восточной части микрорайона возле проходных завода «РАСКАТ» расположен памятник первому отечественному моторному дорожному катку на постаменте. 
Ранее на улице Труда, за зданием мясокомбината, находился памятник Ленину, который позже был демонтирован. На территории Кожевенного завода по сей день располагается один из первых в Рыбинске памятников Ленину, установленный ещё в 1930 году. На территории завода «Раскат» в советские годы также находился памятник Ленину, демонтированный в 90-е годы.